# Europaparlamentsvalet i Finland 2009
Europaparlamentsvalet i Finland 2009 ägde rum söndagen den 7 juni 2009. Drygt 4,3 miljoner personer var röstberättigade i valet om de tretton mandat som Finland hade tilldelats innan valet. I valet tillämpade landet ett valsystem med partilistor och d’Hondts metod, utan någon spärr för småpartier. Finland var inte uppdelat i några valkretsar, utan fungerade som en enda valkrets i valet. Innan valet funderade de åländska partierna att inleda ett samarbete med Svenska folkpartiet för att maximera sina chanser att vinna mandat. Partierna kan gå ihop med varandra(valförbund) för att maximera sina chanser att vinna mandat.
De tre stora partierna, Samlingspartiet, Centern i Finland och Socialdemokraterna, backade samtliga och förlorade varsitt mandat. Samlingspartiet lyckades dock begränsa sin tillbakagång till endast en halv procentenhet, medan de två andra partierna tappade flera procentenheter. Även Vänsterförbundet tappade kraftigt i väljarstöd och förlorade sitt enda mandat, trots att partiet fick fler röster än Kristdemokraterna. 
Partierna kan gå ihop med varandra(valförbund) för att maximera sina chanser att vinna mandat. Vilket är förklaringen varför Kristdemokraterna(valförbund med Sannfinländarna) som fick mindre röster än Vänsterförbundet, fick ett mandat medan Vänsterförbundet blev utan.
Valets stora vinnare var det EU-kritiska partiet Sannfinländarna, som ökade med över nio procentenheter och kunde erhålla sitt första mandat i Europaparlamentet. Även Gröna förbundet ökade något och lyckades därmed ta ytterligare ett mandat jämfört med valet 2004. I övrigt var förändringarna små jämfört med valet 2004.
Valdeltagandet hamnade på 38,60 procent, en minskning med en knapp procentenhet jämfört med valet 2004. Deltagandet drogs ner av ett lågt valdeltagande hos de väljare som bodde utomlands. Valdeltagandet var lågt, särskilt jämfört med de nationella riksdagsvalen.

## Valresultat
|                                                                                               |         |  |           |        |
|                                                                                               | Andel   |  | Antal     | Mandat |
| Samlingspartiet                                                                               | 23,21 % |  | 386 416   | 3      |
| Samlingspartiet                                                                               | –0,50 % |  | –6 355    | –1     |
| Centern i Finland                                                                             | 19,03 % |  | 316 798   | 3      |
| Centern i Finland                                                                             | –4,34 % |  | –70 419   | –1     |
| Socialdemokraterna                                                                            | 17,54 % |  | 292 051   | 2      |
| Socialdemokraterna                                                                            | –3,62 % |  | –58 474   | –1     |
| Gröna förbundet                                                                               | 12,40 % |  | 206 439   | 2      |
| Gröna förbundet                                                                               | +1,97 % |  | +33 595   | +1     |
| Sannfinländarna                                                                               | 9,79 %  |  | 162 930   | 1      |
| Sannfinländarna                                                                               | +9,25 % |  | +154 030  | +1     |
| Svenska folkpartiet                                                                           | 6,09 %  |  | 101 453   | 1      |
| Svenska folkpartiet                                                                           | +0,39 % |  | +7 032    | ±0     |
| Vänsterförbundet                                                                              | 5,93 %  |  | 98 690    | 0      |
| Vänsterförbundet                                                                              | –3,20 % |  | –52 601   | –1     |
| Kristdemokraterna                                                                             | 4,17 %  |  | 69 458    | 1      |
| Kristdemokraterna                                                                             | –0,11 % |  | –1 387    | +1     |
| Övriga partier och kandidater                                                                 | 1,84 %  |  | 30 596    | 0      |
| Övriga partier och kandidater                                                                 | +0,16 % |  | +2 826    | ±0     |
| Ogiltiga och blanka röster                                                                    | 0,45 %  |  | 7 603     | 0      |
| Ogiltiga och blanka röster                                                                    | –0,17 % |  | –2 745    | ±0     |
| Valdeltagande                                                                                 | 38,60 % |  | 1 672 434 | 13     |
| Valdeltagande                                                                                 | –0,83 % |  | +5 502    | –1     |
| Antal röstberättigade 4 332 457 04 EPP 02 S&D 04 ALDE 02 G/EFA 00 ECR 00 GUE/NGL 01 EFD 00 NI |         |  |           |        |

### Ledamöter av Europaparlamentet från Finland efter Europaparlamentsvalet 2009
| Namn                | Parti               | Politisk grupp | Anmärkning                        |
| ------------------- | ------------------- | -------------- | --------------------------------- |
| Tarja Cronberg      | Gröna förbundet     | De gröna/EFA   | Ersatte Heidi Hautala i juli 2011 |
| Sari Essayah        | Kristdemokraterna   | EPP            |                                   |
| Satu Hassi          | Gröna förbundet     | De gröna/EFA   |                                   |
| Liisa Jaakonsaari   | Socialdemokraterna  | S&D            |                                   |
| Anneli Jäätteenmäki | Centerpartiet       | ALDE           |                                   |
| Eija-Riitta Korhola | Samlingspartiet     | EPP            |                                   |
| Riikka Pakarinen    | Centerpartiet       | ALDE           |                                   |
| Sirpa Pietikäinen   | Samlingspartiet     | EPP            |                                   |
| Mitro Repo          | Socialdemokraterna  | S&D            |                                   |
| Petri Sarvamaa      | Samlingspartiet     | EPP            | Ersatte Ville Itälä mars 2012     |
| Hannu Takkula       | Centerpartiet       | ALDE           |                                   |
| Sampo Terho         | Sannfinländarna     | EFD            | Ersatte Timo Soini april 2011     |
| Nils Torvalds       | Svenska Folkpartiet | ALDE           | Ersatte Carl Haglund i juli 2012  |